# NHK BS
NHK BS（日语：エヌエイチケイ ビーエス）是日本廣播協會自2023年12月1日開始播出的衛星電視頻道，接替2011年4月1日開始播出的NHK BS1和NHK BS Premium。

## 概述
NHK曾多次被總務省要求修正其組織「過度膨脹」的現象，並且要求針對衛星廣播的超高畫質，按播出畫質縮減並整理其基本衛星廣播頻道頻道。
為此，NHK於2022年10月11日提出衛星廣播改版的修正案，於2011年4月1日開始的BS Premium頻道於2024年3月底停波，在此之前頻道將於2023年12月1日進行改版。NHK提出了兩個暫定名稱，基於BS1的「新BS2K」與BS Premium、基於2018年12月1日開始的BS4K的「新BS4K」。
在進行改版的8個月後的2023年4月19日，改版後的頻道名稱正式發表，因此頻道為HD播出，因此該頻道將被認定為NHK衛星廣播的「入門頻道”」，因此來自「希望能體認到『當想到NHK衛星廣播時，就是這個!』」的想法的「NHK BS」便此誕生。頻道的代表顏色延續BS1的藍色。
日本政府的政策是借鑒海外實例，以進一步提升衛星電視廣播的畫質。此頻道將24小時不間斷播送，但作為NHK衛星廣播的主要頻道的角色將移至改版後的「NHK BS Premium 4K」，播出節目內容將從改版前的兩個以HD畫質播出的頻道中精挑細選。頻道解析度為1440×1080像素。位元率為約17.8Mbps。
而頻道重組的宣傳由改版當年的大河劇《怎麼辦家康》主演松本潤擔任。
頻道播出的節目類型包括戲劇、教育節目、紀錄片、旅遊節目、國際新聞、體育等，但頻道重組前BS1與BS Preimium播出的大部分節目將按計劃被保留，如早上World NEWS播送完後，連續電視小說的過往系列作品（7:15 ‐ 7:30）改為先行播出新集數（7時30分 ‐ 7時45分），每週六會持續播出當周的總集編（全5集未為剪輯播出），大河劇也會於周日18時先行播出，並播出高級影院與大相撲直播（平日13:00 ‐ 15:00）等節目。體育賽事的直播通常於週六、週日兩天播出，而夜晚時則頻道會維持平常的播出體制，也因此體育賽事多會轉於子頻道播出。而平日時高級影院與紀錄片、旅遊節目等也經常暫停播出。而自2024年度開始，J聯盟直播與職業棒球等賽事直播也會於平日上午與周三至周六的18:00 - 22:00左右播出。
為了因應4月開始的職棒賽季，體育賽事的直播將被視為優先節目，於上午時段、週三～週五的夜晚時段播出，教育、紀錄片等與 BS Premium 的節目將減少播出。

## 外部連結
- NHK BS放送｜NHK （页面存档备份，存于）